# Teodoro Núñez Ureta
Teodoro Núñez Ureta (Arequipa, 1912 - Lima, 1988) fue un pintor peruano de formación autodidacta, llegó a ser director de la Escuela Nacional de Bellas Artes de Lima entre los años 1973 y 1976. Destacó también como escritor.

## Biografía
Teodoro Núñez Ureta nació en Arequipa el 1 de abril de 1912. Su formación fue autodidacta, según él mismo refirió y por testimonios de sus amigos generacionales y hermanos menores, entre ellos la poetisa Carmela Núñez Ureta. En su infancia gustaba salir al campo a pintar solo o con la compañía de su familia y del maestro Enrique Masías quien lo alentó a que se dedicara a las artes plásticas al ver su habilidad sobresaliente para el retrato y el paisaje, en su adolescencia practicaba la acuarela en el campo con su hermano Alejandro Núñez Ureta, siendo este hermano menor, años después, compañero, amigo y maestro de campo del pintor Luis Palao Berastain.
Sus estudios autodidactas los pudo realizar gracias a que su padre, don Pedro Núñez Ponce, trabajó en la antigua librería Emmel de Arequipa, por lo que obtuvo tempranamente libros referentes al arte europeo. Luego, realizó en su adolescencia estudios autodidactas sobre Francisco de Goya, Rembrandt Van Rijn y Diego Velázquez, dibujos que actualmente están bajo la custodia de la Asociación Cultural Perú Arte Valor.
Al terminar su secundaria en el Colegio de la Independencia Americana, estudió para optar los grados de Doctor en Filosofía y Letras en la Facultad de Letras de la Universidad Nacional de San Agustín. Logró su objetivo con una tesis sobre "El Compañero Juárez" y "Lo Grotesco y lo Cómico en el Arte". Luego, incorporado a la docencia, regentó las Cátedras de Historia del Arte y Estética (1936–1950).
Con el artículo costumbrista "La Abuela", se hizo merecedor del Premio Nacional de Periodismo de 1943. Con el  auspicio de la Fundación Guggenheim, viajó a Estados Unidos (1943–1944). Escribió el libro "Academicismo y Arte Moderno" (1945). Establecido en Lima, desde 1950, en 1959 mereció el Premio Nacional de Cultura Ignacio Merino gracias al mural que realizó en el Ministerio de Economía, Finanzas y Comercio en el año de 1954, denominado "Construyendo el Perú" en la técnica de pintura al fresco (6.00m x 16.00m), el cual es considerado una de las obras cumbres del pintor en su trabajo como muralista. Obra de arte en la que el pintor ha creado alegorías que eluden las convenciones del género, dotándolas de un “realismo heroico” que es reflejo de las mejores cualidades del “hombre” que se esfuerza por forjar su propio país.
Fue director de la Escuela Nacional de Bellas Artes de Lima (1973–1976) y presidente de la Asociación Nacional de Escritores y Artistas (1978-1980). Exhibió su obra en Lima, Arequipa, Chile, Venezuela, Panamá, México, Canadá, Estados Unidos, Rusia, Suecia y Bulgaria.
Publicó "David Alfaro Siqueiros" (1976); "Pintura Contemporánea Peruana", en dos volúmenes (1975–1976). Escribió "La Waytacha" (1980), cuento traducido al ruso, inglés y búlgaro, en que a través de un poético simbolismo, presenta las frustraciones del campesino de la urbe e induce al amor por la tierra; y "La Vida de la Gente" (1982), que reproduce 68 acuarelas y 35 dibujos, enderezados a criticar o narrar tipos sociales y costumbres.
Asistió a Bulgaria en 1980 invitado por la Unesco y el Gobierno de Sofía, siendo condecorado por el Círculo de Escritores y el de Artistas Plásticos de ese país.
Su tierra natal lo ha declarado "Hijo Predilecto" y le otorgó el "Texao de Oro" además de la Medalla de Oro de la ciudad de Arequipa. Asimismo, en la capital se le concedió la Medalla Cívica de la ciudad de Lima (1985). Su brillante trayectoria ha merecido el reconocimiento del Estado peruano en el segundo gobierno de Fernando Belaúnde Terry y fue condecorado con los más altos galardones: Orden "El Sol del Perú" en el Grado de Gran Cruz (1982); Medalla del Congreso en Grado de Comendador (1982); y las Palmas Magisteriales en el grado de Amauta (1988) en el primer mandato de Alan García. Recientemente el Fondo Editorial del Congreso de la República del Perú ha publicado una compilación de Lucy Núñez Rebaza de la obra literaria de Teodoro Núñez Ureta.

## Obra mural

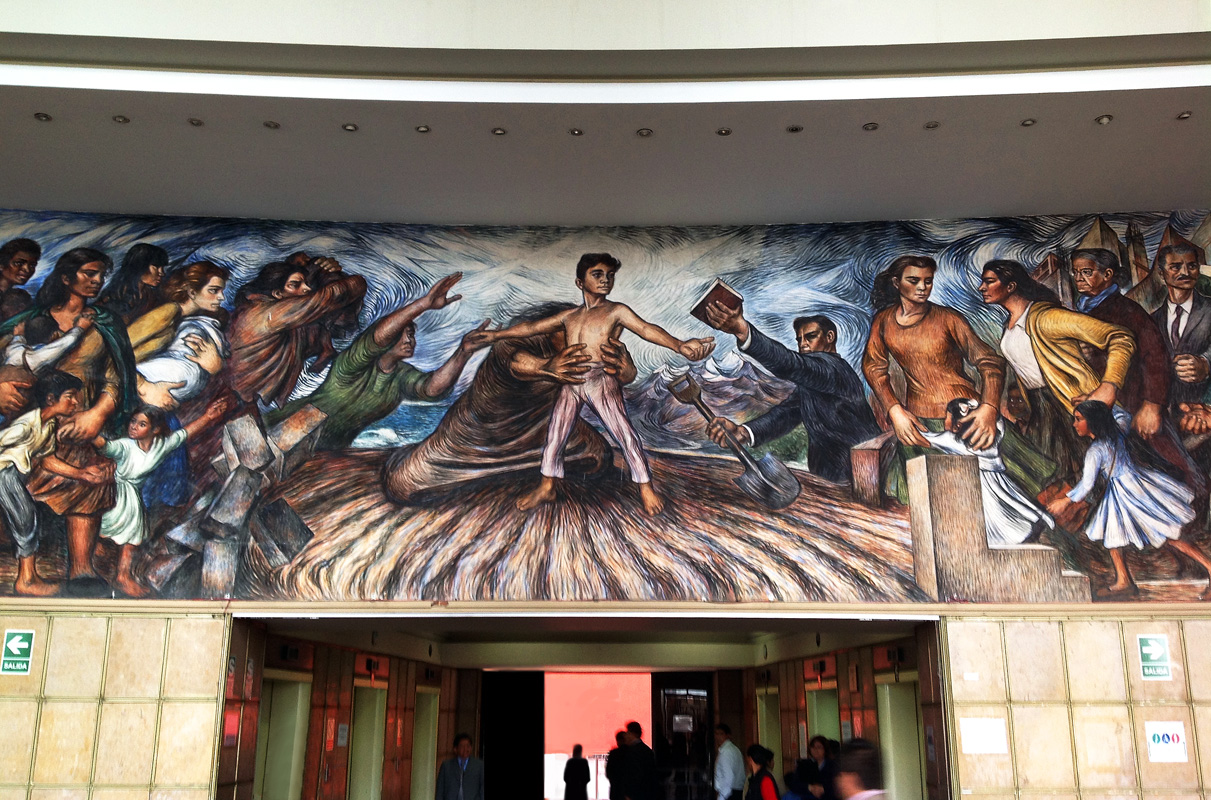
La Educación en el Perú en el Edificio Javier Alzamora Valdez

- Don Quijote y Sancho Panza, Club Arequipa 1.61 m x 2.50 m (1944)
- La campiña arequipeña, Hotel Libertador-Arequipa 1.70 m x 7.00 m (1948)
- La ciudad de Arequipa, Hotel Libertador-Arequipa 1.70 m x 7.00 m (1948)
- La Patria, Colegio Militar Coronel Francisco Bolognesi 3.10 m x 8.00 m (1953)
- La Educación en el Perú, Ministerio de Educación. Lima 3.10 m x 35.00 m (1955-1963)
- La construcción del Perú, Ministerio de Economía, Finanzas y Comercio. 6.00 m x 16.00 m (1954)
- Miraflores I y Miraflores II, Municipalidad de Miraflores. Lima. 1.98 m x 6.00 m (c/u). (1960)
- La Independencia del Perú, Lima. 4.00 m x 6.00 m (1971)
- Murales del Banco Continental, Mercado aldeano y Mercado popular. Lima 1963.
- Murales de Tarma, Mercado Aldeano, Paisaje aldeano I, Paisaje aldeano II. (1954)

## Obra literaria
- Núñez Ureta, Teodoro (1975). Siqueiros. CIUDAD: Lima EDITORIAL SAN MARCOS. ISBN Nº13 |isbn= incorrecto (ayuda).
- Asociación de escritores y artistas de Bulgaria (1985).  Gobierno de Sofía, ed. Teodoro Núñez Ureta. CIUDAD: Sofía-Bulgaria EDITORIAL DEL GOBIERNO DE SOFÍA. ISBN n.a. |isbn= incorrecto (ayuda).
- Antonio de Lavalle, José (1975). Arte y Tesoros del Perú. CIUDAD: Lima EDITORIAL BANCO DE CRÉDITO DEL PERÚ. ISBN NºMCMLXXV |isbn= incorrecto (ayuda).
- Núñez Ureta, Teodoro (1980). La Waytacha. CIUDAD: Lima EDITORIAL ARTE GRÁFICA "JVG" E.I.R.Ltda. ISBN 9972-9475-7-2.
- Núñez Ureta, Teodoro (1982). La Vida de la Gente. CIUDAD: Lima EDITORIAL BANCO DE LA NACIÓN. ISBN Nºn.a |isbn= incorrecto (ayuda).
- Tord, Luis Enrique (1989). Teodoro Núñez Ureta Pintura Mural. CIUDAD: Lima EDITORIAL FONDO DEL LIBRO DEL BANCO INDUSTRIAL DEL PERÚ. ISBN Nºn.a |isbn= incorrecto (ayuda).
- Núñez Ureta, Teodoro (1998). La Voz del Hombre. CIUDAD: Arequipa EDITORIAL UNSA. ISBN Nºn.a |isbn= incorrecto (ayuda).